# Puebla del Prior (kommunhuvudort)
Puebla del Prior är en kommunhuvudort i Spanien.   Den ligger i provinsen Provincia de Badajoz och regionen Extremadura, i den sydvästra delen av landet, 300 km sydväst om huvudstaden Madrid. Puebla del Prior ligger 388 meter över havet och antalet invånare är 557.
Terrängen runt Puebla del Prior är platt åt sydväst, men åt nordost är den kuperad. Runt Puebla del Prior är det glesbefolkat, med 12 invånare per kvadratkilometer. Närmaste större samhälle är Villafranca de los Barros, 12,4 km väster om Puebla del Prior. Trakten runt Puebla del Prior består till största delen av jordbruksmark.